# Deurne (Antwerpen)
Deurne ist ein Stadtteil im Osten von Antwerpen.

## Daten

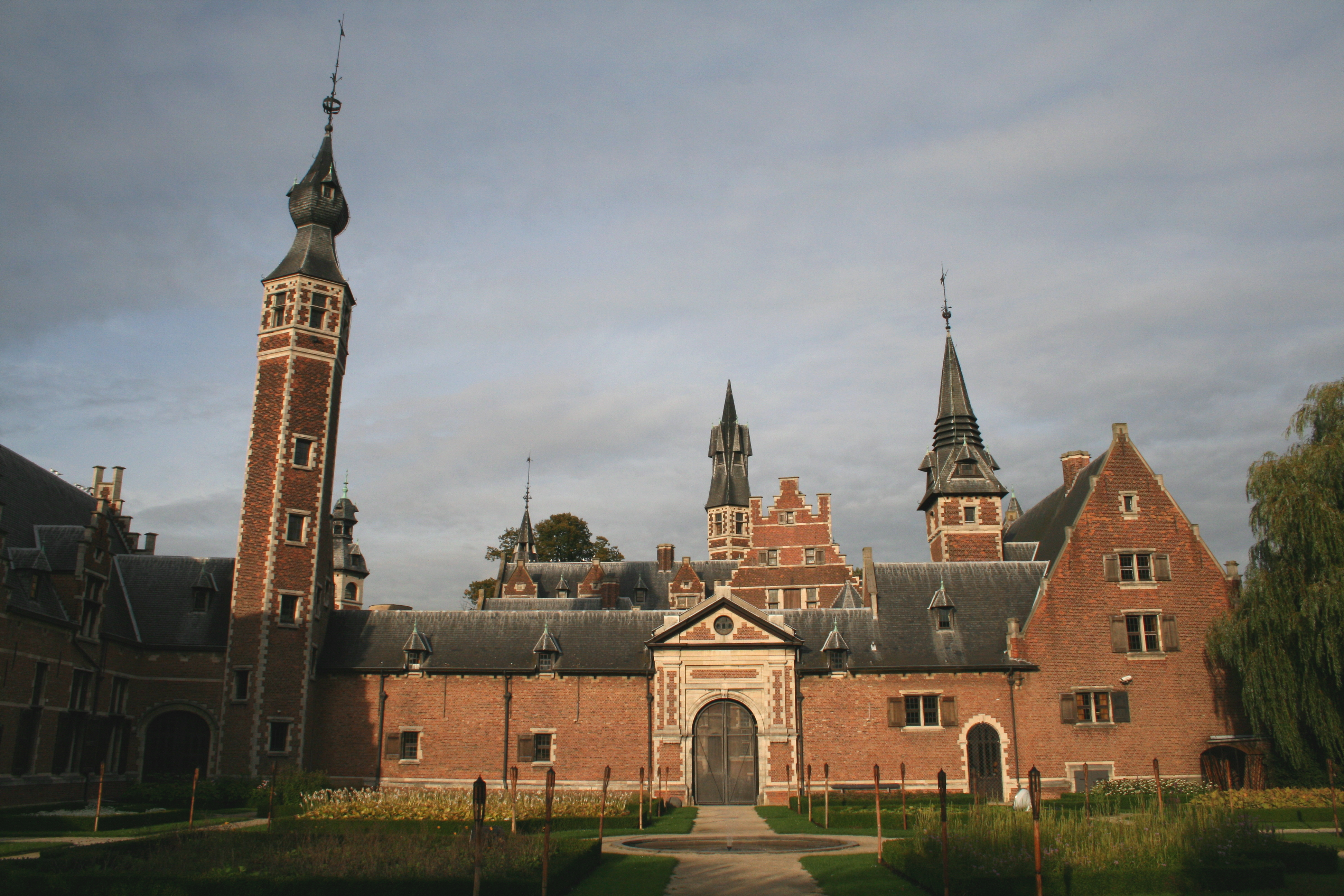
Burg Sterckshof (16.–18. Jahrhundert)

Deurne ist 1.306 ha groß und hat 69.408 Einwohner (Stand: 31. Mai 2006). Der Ort ist aufgeteilt in die Viertel Deurne-Ost, -Nord, -Süd, -West und -Zentrum. Jedes der Viertel hat zwischen 10.000 und 15.000 Einwohnern.

## Sehenswürdigkeiten
- Internationaler Flughafen von Antwerpen
- Luftfahrtmuseum
- Sterckshof, Museum zur Silberschmiedekunst im gleichnamigen Schloss
- Renaat-Bream-Haus
- Friedhof St. Fredegandus
- Sportpalast

Deurne ist an das Zentrum durch die Straßenbahnlinie 10 angebunden.

## Geschichte
Deurne war im Mittelalter eine Gemeinde, die zum Teil dem Bischof von Lüttich, zum Teil den Herren von Rijen (siehe: Gilze-Rijen) unterstand. Nach etwa 1880 begann sich der Ort zu einem Vorort von Antwerpen zu entwickeln. Im Jahr 1983 wurde er zu einem Stadtteil Antwerpens.
Das Stadion „De Bosuil“ (Deutsch: Waldkauz, -eule) war zwischen etwa 1905 und 1970 die traditionsreiche Kulisse der jährlichen Fußballfreundschaftsspiele zwischen den Nationalmannschaften Belgiens und der Niederlande. Es wird, weil der Verein Royal Antwerpen, der derzeit (Saison 2006/07) in der zweiten belgischen Liga spielt, 2005 in Finanzprobleme geraten ist, jetzt mit Verkauf und Abriss zwecks Wohnungsbau bedroht.

## Einwohnerentwicklung
| Jahr            | Einwohnerzahlen |
| --------------- | --------------- |
| 14. Jahrhundert | ca. 850         |
| 1836            | 2.089           |
| 1920            | 15.432          |
| 1935            | 52.303          |
| 1940            | 56.809          |
| 1945            | 55.124          |
| 1950            | 58.272          |
| 1955            | 61.715          |
| 1960            | 66.482          |
| 1965            | 74.119          |
| 1970            | 80.766          |

| Jahr | Einwohnerzahlen |
| ---- | --------------- |
| 1971 | 81.507          |
| 1972 | 81.257          |
| 1975 | 80.580          |
| 1980 | 78.141          |
| 1983 | 76.286          |
| 1995 | 69.382          |
| 1996 | 68.773          |
| 1997 | 68.123          |
| 1998 | 67.818          |
| 1999 | 67.924          |
| 2001 | 67.773          |

## Söhne und Töchter
- Albert Covens (* 1938), Radrennfahrer
- Paul Depaepe (* 1931), Radrennfahrer
- Ludo Dielis (* 1945), Billardweltmeister
- Benjamin Hendrickx (1939–2021), Byzantinist, Afrikanist, Gräzist und Historiker
- Yasmine Kherbache (* 1972), Juristin und Politikerin
- Bjorn Leukemans (* 1977), Radrennfahrer
- Eric Van Meir (* 1968), Fußballnationalspieler und Trainer
- Tim De Peuter (1977–2020), Radrennfahrer
- Rudi Smidts (* 1963), Fußballspieler und -trainer
- Victor Tubbax (1882–1974), Bahnradsportler
- Adolph Verschueren (1922–2004), Radrennfahrer
- François De Vries (1913–1972), Fußballspieler